# Liste der Ministerpräsidenten von Israel
Bei seiner Gründung 1948 nahm der Staat Israel ein parlamentarisches Regierungssystem an, mit einem Ministerpräsidenten (hebräisch ראש הממשלה Rosch haMemschala „Oberhaupt der Regierung“) an der Spitze der Regierung und einem Staatspräsidenten als Staatsoberhaupt mit überwiegend repräsentativen Aufgaben.

## Israelische Ministerpräsidenten
Vier der 14 Amtsinhaber waren für zwei getrennte Perioden im Amt, der amtierende Ministerpräsident Benjamin Netanjahu für drei Perioden.
| Nr. | Amtsantritt   | Amtsende      | Ministerpräsident           | Partei                | Anmerkung                                                         | Porträt                |
| --- | ------------- | ------------- | --------------------------- | --------------------- | ----------------------------------------------------------------- | ---------------------- |
| 1   | 14. Mai 1948  | 26. Jan. 1954 | David Ben-Gurion            | Mapai                 |                                                                   |                        |
| 2   | 26. Jan. 1954 | 3. Nov. 1955  | Mosche Scharet              | Mapai                 |                                                                   |                        |
| 1   | 3. Nov. 1955  | 26. Juni 1963 | David Ben-Gurion (2. Mal)   | Mapai                 |                                                                   |                        |
| 3   | 26. Juni 1963 | 26. Feb. 1969 | Levi Eschkol                | Mapai                 | im Amt verstorben                                                 |                        |
| –   | 26. Feb. 1969 | 17. März 1969 | Jigal Allon                 | Awoda                 | geschäftsführend                                                  |                        |
| 4   | 17. März 1969 | 3. Juni 1974  | Golda Meir                  | Awoda                 |                                                                   |                        |
| 5   | 3. Juni 1974  | 20. Juni 1977 | Jitzchak Rabin              | Awoda                 |                                                                   |                        |
| 6   | 20. Juni 1977 | 19. Okt. 1983 | Menachem Begin              | Likud                 |                                                                   |                        |
| 7   | 19. Okt. 1983 | 13. Sep. 1984 | Jitzchak Schamir            | Likud                 |                                                                   |                        |
| 8   | 13. Sep. 1984 | 20. Okt. 1986 | Schimon Peres               | Awoda                 |                                                                   |                        |
| 7   | 20. Okt. 1986 | 13. Juli 1992 | Jitzchak Schamir (2. Mal)   | Likud                 |                                                                   |                        |
| 5   | 13. Juli 1992 | 4. Nov. 1995  | Jitzchak Rabin (2. Mal)     | Awoda                 | im Amt ermordet                                                   |                        |
| 8   | 4. Nov. 1995  | 18. Juni 1996 | Schimon Peres (2. Mal)      | Awoda                 | bis 20. November 1995 geschäftsführend                            |                        |
| 9   | 18. Juni 1996 | 6. Juli 1999  | Benjamin Netanjahu          | Likud                 |                                                                   |                        |
| 10  | 6. Juli 1999  | 7. März 2001  | Ehud Barak                  | Awoda                 |                                                                   |                        |
| 11  | 7. März 2001  | 14. Apr. 2006 | Ariel Scharon               | Likud, ab 2005 Kadima | als Koma-Patient für amtsunfähig erklärt                          |                        |
| 12  | 4. Jan. 2006  | 31. März 2009 | Ehud Olmert                 | Kadima                | bis 14. April 2006 und ab 21. September 2008 nur geschäftsführend |                        |
| 9   | 31. März 2009 | 13. Juni 2021 | Benjamin Netanjahu (2. Mal) | Likud                 |                                                                   |                        |
| 13  | 13. Juni 2021 | 1. Juli 2022  | Naftali Bennett             | HaJamin HeChadasch    |                                                                   | Naftali Bennett (2020) |
| 14  | 1. Juli 2022  | 29. Dez. 2022 | Jair Lapid                  | Jesch Atid            |                                                                   | Jair Lapid 2022        |
| 9   | 29. Dez. 2022 | amtierend     | Benjamin Netanjahu (3. Mal) | Likud                 |                                                                   |                        |

## Direktwahl
Der israelische Regierungschef wurde dreimal direkt vom Wahlvolk bestimmt. Die Direktwahl sollte die Regierungsbildung vereinfachen, führte jedoch zu einer Schwächung der großen Parteien und zur weiteren Aufsplitterung der Knesset. Schließlich kehrte man zur herkömmlichen parlamentarischen Regierungsbildung zurück.
- 29. Mai 1996: Benjamin Netanjahu 50,5 %, Schimon Peres 49,5 %.[1]
- 17. Mai 1999: Ehud Barak 56,1 %, Benjamin Netanjahu 43,9 %.[2]
- 6. Februar 2001: Ariel Scharon 62,4 %, Ehud Barak 37,6 %.[3]